# Contes
Contes (in italiano Conti, ormai desueto) è un comune francese di 7 544 abitanti situato nel dipartimento delle Alpi Marittime della regione della Provenza-Alpi-Costa Azzurra.

## Geografia fisica
Il paese s'estende su quasi 2.000 ettari, tra 130 metri d'altitudine della Punta (La Pointe) ed i 480 m di Sclos. Benché possegga un'importante zona d'attività artigianale ed industriale, la natura è prevalente, due terzi di spazi naturali e di colture (pino, mimosa ed olivo), dominata a sud dal Monte Macaron, alto 800 m ed a nord dal Monte Férion, alto 1.400 m.

## Storia
Il territorio ha fatto da sempre parte della Liguria sotto l'Impero Romano, nel Regno longobardo e nel Regnum Italiae formatosi con Carlo Magno.
Goffredo Torcati, Giudice di Ventimiglia (1323-1324 e 1327), originario di Nizza, fu cosignore di Conti. Egli sposò Aicarda, figlia di Pietro di Castelnuovo, e la sua parte di signoria potrebbe essergli venuta da tale matrimonio.
Il comune, fin dal 1388, ha seguito con tutta la contea di Nizza, le vicende storiche prima della Contea di Savoia e del Ducato di Savoia, e poi dopo il Congresso di Vienna, dal 1815 al 1860, le sorti del Regno di Sardegna-Piemonte, per essere poi annesso nel 1860 alla Francia.
Il borgo fu servito, all'inizio del XX secolo, da una delle linee della tranvia di Nizza e del litorale nizzardo.

## Monumenti e luoghi d'interesse
- La chiesa di Santa Maria Maddalena (Église Sainte-Marie-Madeleine) di Contes è inscritta nell'Inventario supplementare dei Monumenti Storici nel 1943[3]. La Chiesa possiede un organo installato nella chiesa nella primavera 1873 dal costruttore d'organi Frederico Valoncini. È stato restaurato tra il 2008 ed il 2010[4]
- Giusto davanti alla Chiesa di Santa Maria Maddalena, una fontana di stile Rinascimento provvede d'acqua Piazza della Repubblica sin dal XVI secolo. Non possedendo allora che due cisterne alimentate dall'acqua piovana, l'assemblea dei capi dei fuochi, vale a dire dei camini, per indicare le abitazioni ed ogni capo-famiglia aveva deciso nel 1466 di far venire l'acqua nel castrum.

La sorgente della Maira di Riodano (Maïre de Riodan) situata a 2.500 metri d'altitudine, è acquistata dagli abitanti, ma le difficoltà per comprare i terreni necessari al passaggio del canale d'alimentazione saranno lunghe da regolare.
È finalmente nel 1572 che l'acqua arriva nel villaggio, e nel 1587 tale fontana ha potuto essere costruita, ed è stata classificata monumento storico nel 1906. È ornata da uno stemma scolpito, rappresentante un tronco con foglie d'olivo, e potrebbe trattarsi del primo blasone del comune.
- La cappella di San Giuseppe dei Penitenti del XVI secolo.
- La cappella di San Rocco datante del XVI secolo, è stata restaurata nel 1953.
- La cappella di San Martino, antica cappella dei Penitenti Neri.
- La cappella di Sant'Elena, nella frazione di Sclos.
- Il mulino a ferro, chiamato anche maglio (Martinet in francese), classato monumento storico nel 1979[7].

Essa è la sola fucina ad avere ancora la sua forgia originaria, e resta una testimonianza preziosa delle tecniche del Medioevo. Tale tecnica compare infatti già nel XII secolo ed il mulino ha funzionato fino al 1965.

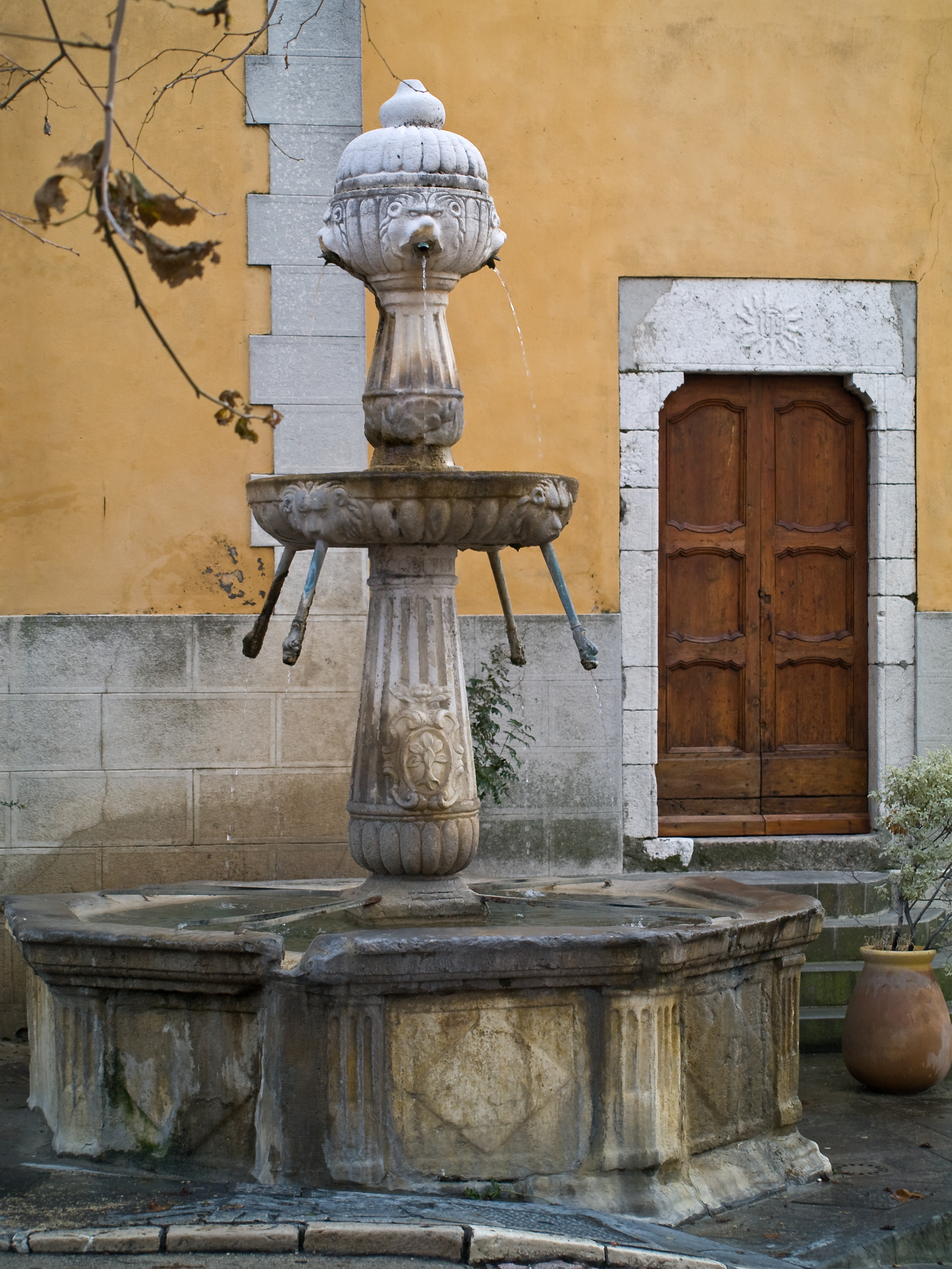
La fontana stile Rinascimento davanti alla Chiesa
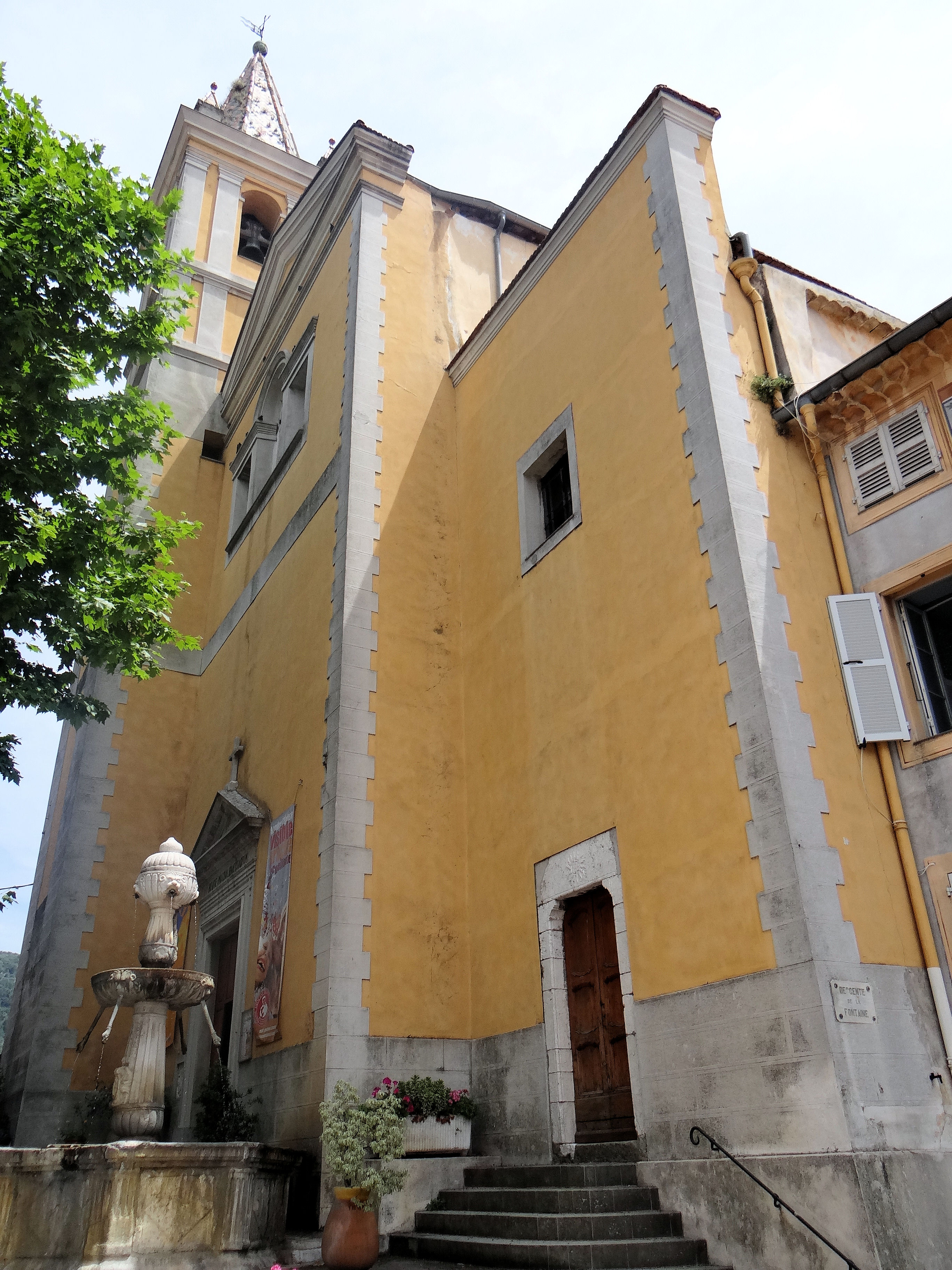
La Chiesa di Santa Maria Maddalena, veduta dall'esterno
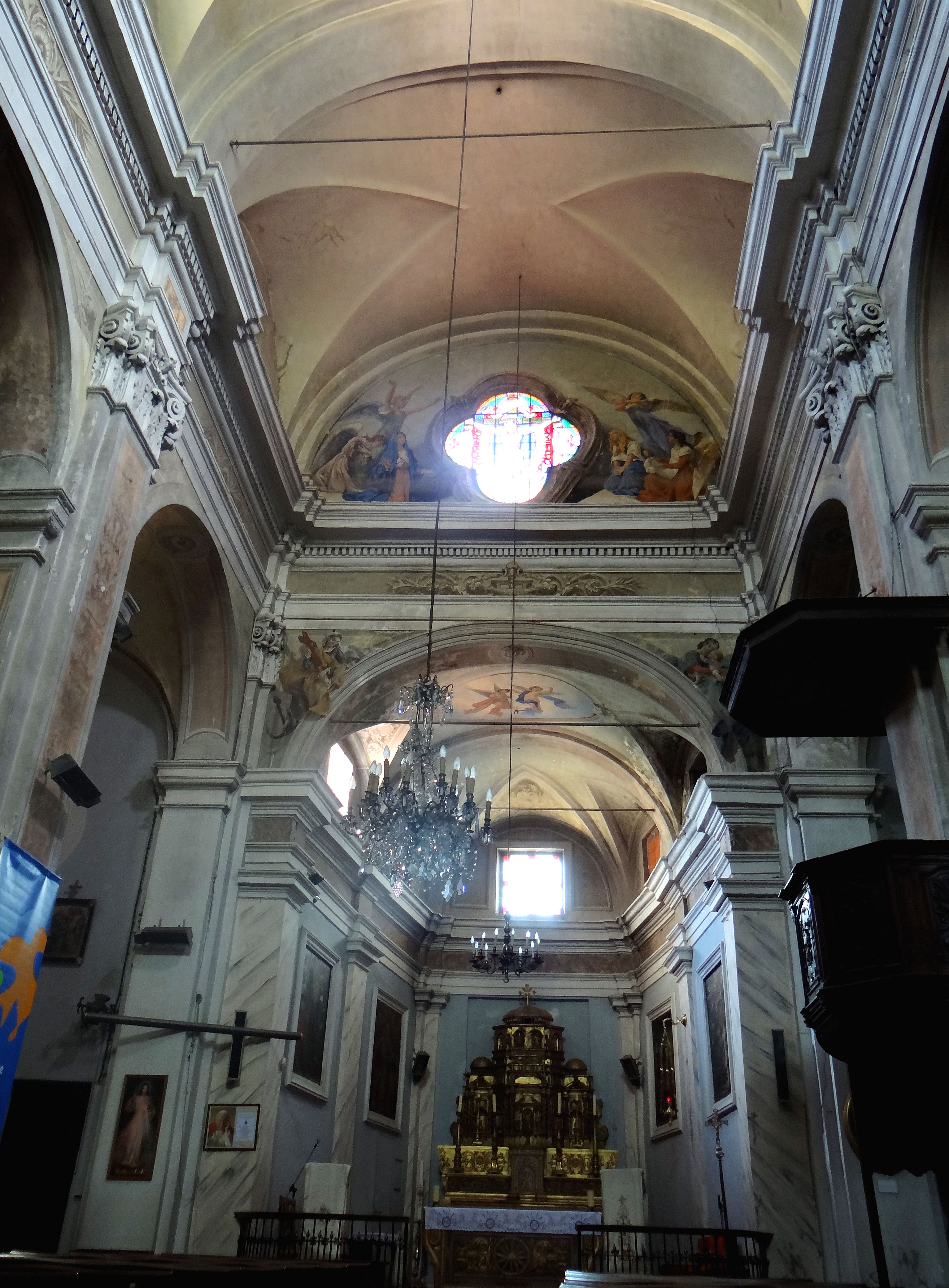
La Chiesa di Santa Maria Maddalena, navata centrale
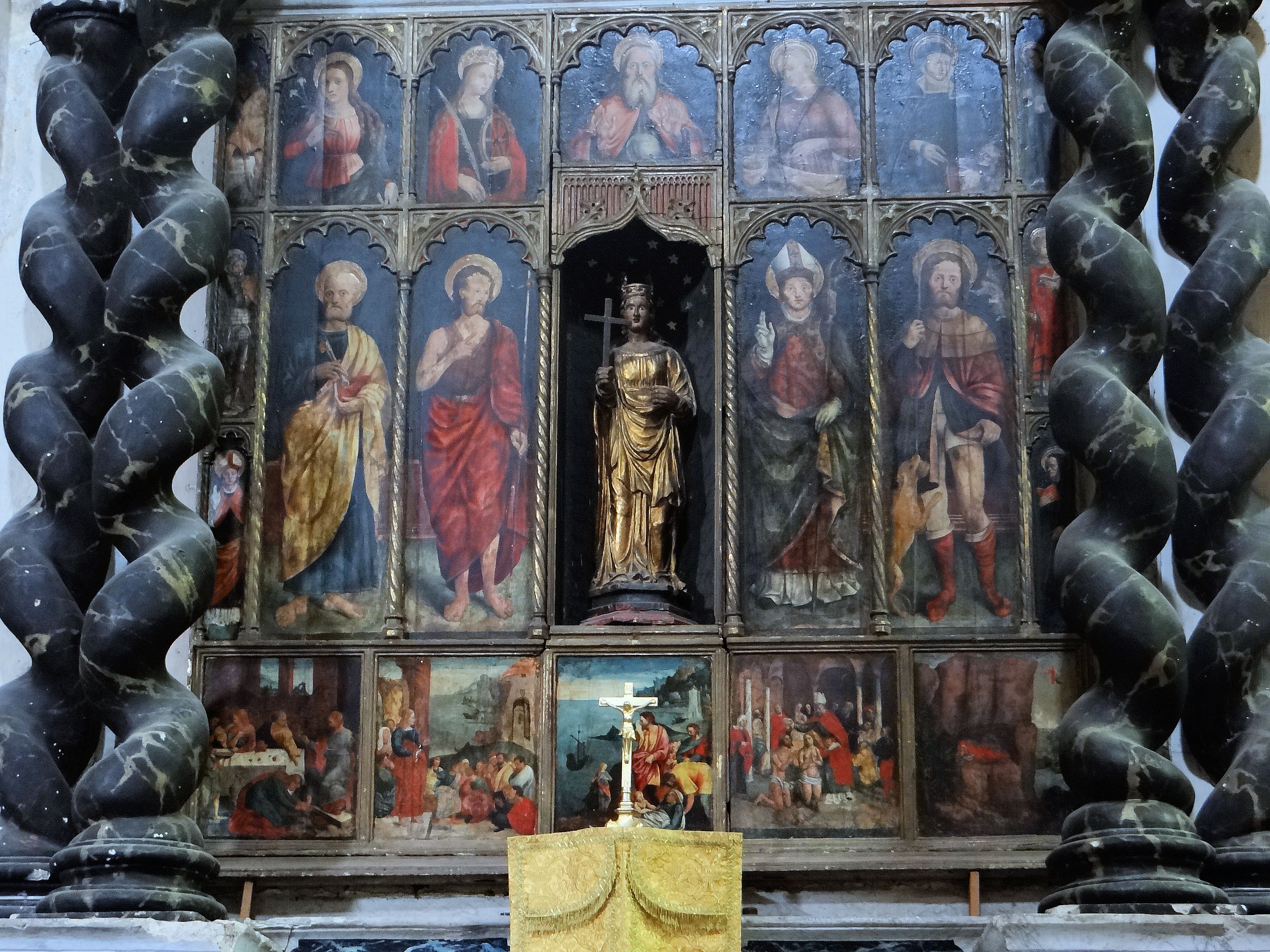
La Chiesa di Santa Maria Maddalena: polittico dipinto ("ancona"), attribuito a Francesco Brea
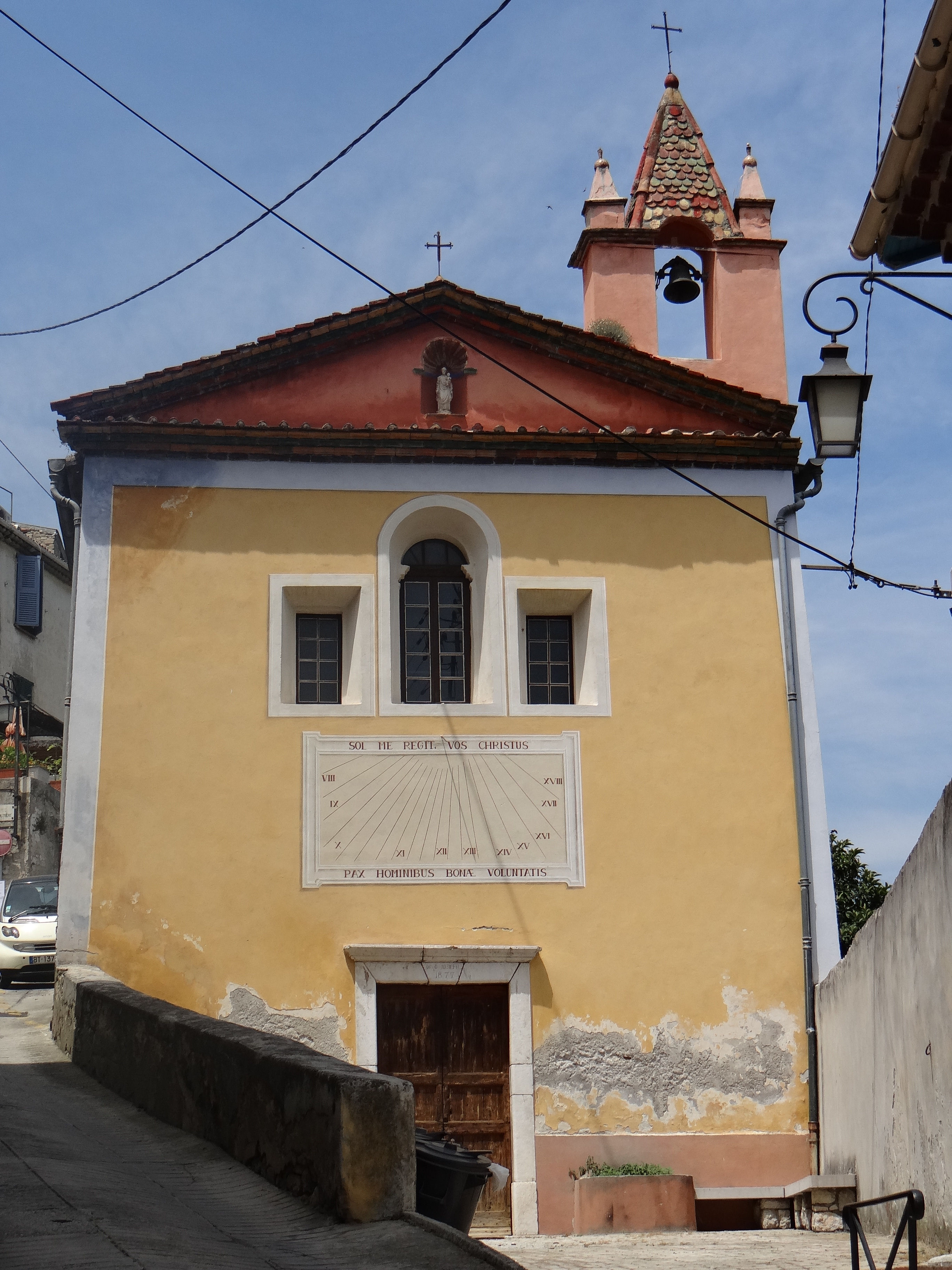
Cappella di San Giuseppe della Misericordia, antica Cappella dei Penitenti Neri

## Società

### Evoluzione demografica
Abitanti censiti

## Geografia antropica
Circa 7.000 abitanti sono distribuiti sul territorio comunale fra il borgo principale e le sue tre frazioni: Sclos, Vernea (La Vernéa), e Punta (La Pointe).
Il paese è circondato dai comuni di Châteauneuf-Villevieille ed al di là, il Col de Châteauneuf ad ovest, Cantaron e Blausasc a sud, Berre-les-Alpes ad est ed infine Bendejun, poi Coaraze e ll Col Saint-Roch) a nord.

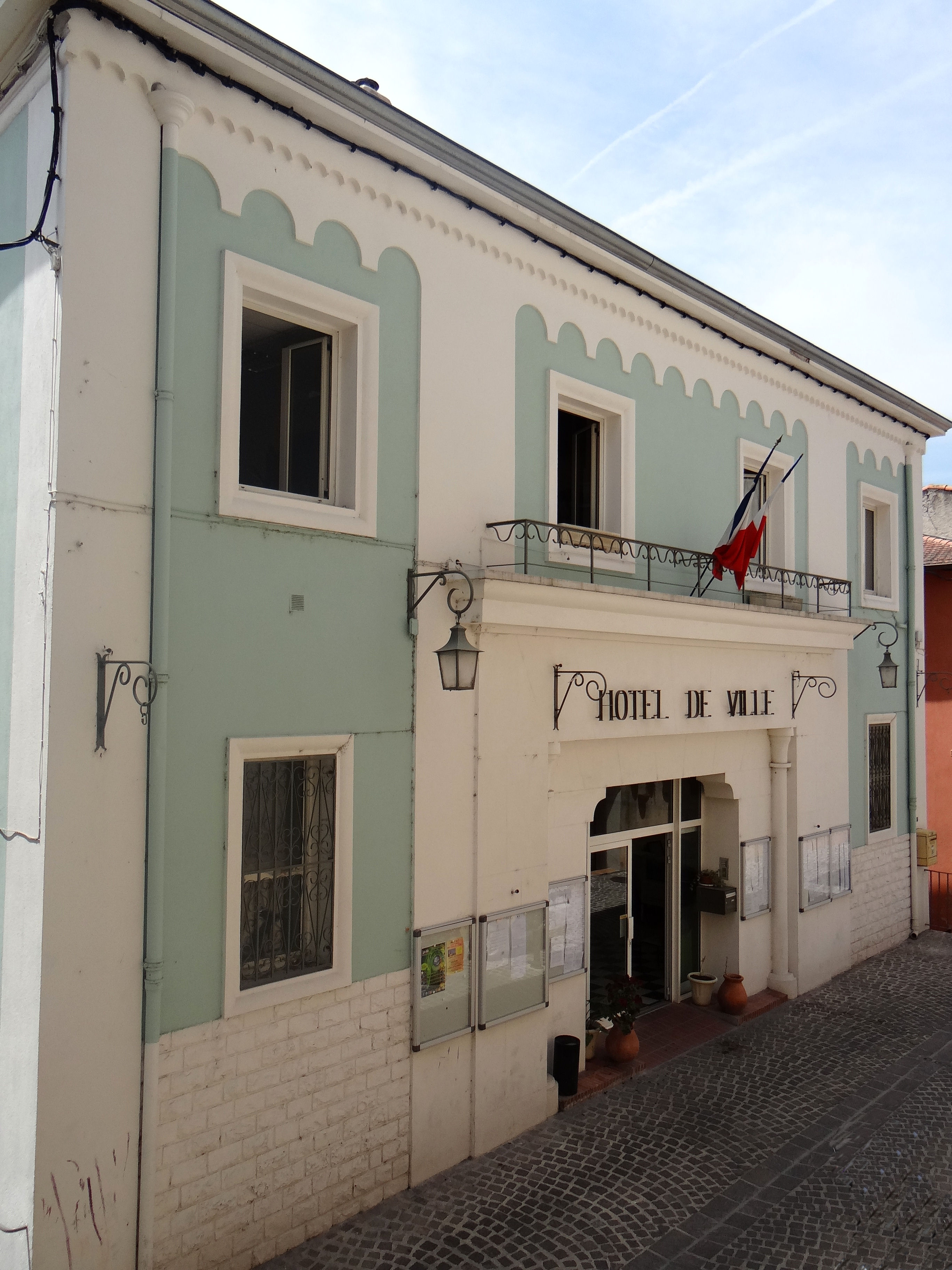
Il Comune, palazzo municipale

Con l'apertura della "strada penetrante" del Paillon (Paglione), facente parte del Circuito viario nizzardo (Contournement routier de Nice), il comune di Contes (Conti) è oggi a 15-20 minuti dal centro urbano di Nizza e vede arrivare sempre più abitanti.

## Economia

### Olivicoltura
La coltura dell'ulivo europeo, comune all'insieme dell'arco costiero mediterraneo, è un'attività tradizionale del comune, che fa parte del territorio definito con la denominazione d'origine controllata «Oliva di Nizza» (Olive de Nice).

### L'industria della calce e del cemento

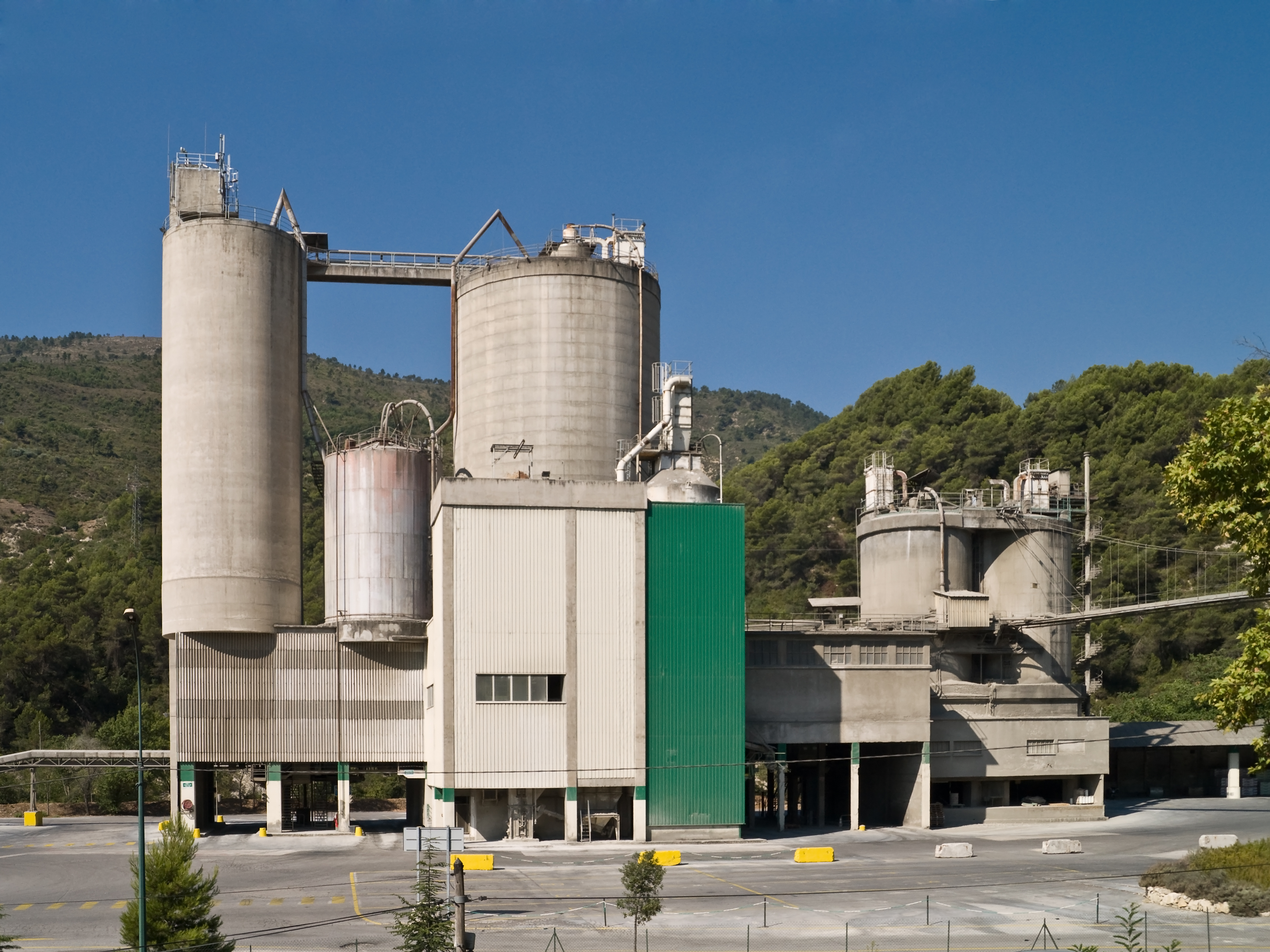
Il cementifico Lafarge a Contes

L'estrazione di pietra e la fabbricazione del cemento sono le principali attività industriali di Contes. Un'officina della cementeria "Lafarge" vi si è installata e prospera da numerosi anni.
Tale attività cementizia di tipo industriale è antica. Essendo il suolo del comune ricco in marne argillo-calcarea, i Contesi avevano il costume di fabbricare la loro calce, utilizzata nella costruzione delle case e degli ovili. Dei forni di campagna (chiamati localmente fournas, da leggersi "furnàs", esattamente equivalente all'italiano fornaci) si trovavano nei diversi quartieri.
Il vero sfruttamento industriale delle "pietre da calce" di Contes (Conti) scattò nella seconda metà del XIX secolo. Nel 1867, una "Società delle Calci e dei Cementi" installò un'officina di trattamento delle terre su un grande terreno del quartiere di Pincalvin.
Tale unità di produzione si sviluppò sotto nomi successivi: Officina delle Cave di Calce Idrauliche delle Mouchettes, poi Società Anonima delle Calci e dei Cementi di Contes-les-Pins. La sua espansione s'accompagnò allo sviluppo dei mezzi di trasporto, specificamente all'apertura d'una linea di tranvia Nizza-Contes (Conti) all'inizio del XX secolo.
Nel 1884, l'officina impiegava più di 200 operai, che comprendeva due forni da calce verticali di 8 metri di altezza. L'energia era fornita da una macchina a vapore, rimpiazzata nel 1900 dall'energia elettrica. Nel 1904, l'officina fu acquistata dall'Impresa delle Calci e Cementi dei fratelli Pavin de Lafarge, che nel 1906 era dotata di 15 forni, e ne contava 25 nel 1908: 19 per la calce e 6 per il cemento Portland.
Questi ultimi erano passati a 14 alla vigilia della Prima Guerra mondiale, e nel 1914, la fabbrica impiegava 300 salariati circa.
La zona d'attività economica, allora una zona industriale balbettante, è creata da M. Lisandro Ceragioli, falegname ben conosciuto della frazione "Punta di Conti" (Pointe de Contes), ch'era sotto-trattante della fabbrica della calce e del cemento. Egli vi costruisce parecchi capannoni industriali, i quali affittati di volta in volta ad industriali in divenire, fa degli emuli e dagli anni '60 il suo esempio viene seguito.
Suo figlio Benoit Ceragioli fin dal 1972 crea una falegnameria industriale che diventerà la più grande del dipartimento, e quale Presidente della Zona industriale, egli trasmetterà la fiaccola a Jacques Perrin, industriale del vetro.
Nel 2006, un'esposizione ha commemorato un secolo di storia comune tra il municipio di Conti e la Società Lafarge.

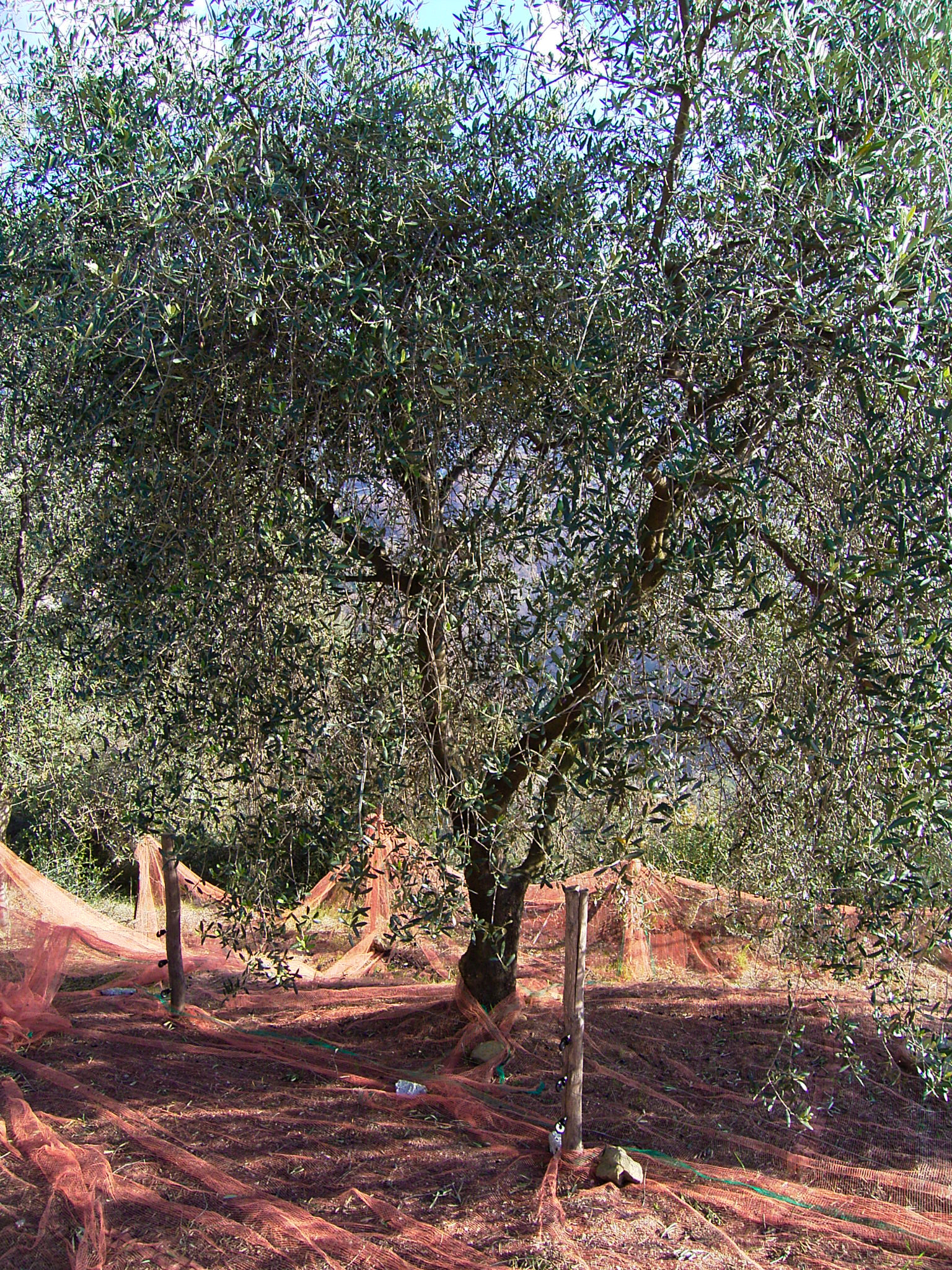
Ulivo presso Contes, preparato per la raccolta delle olive
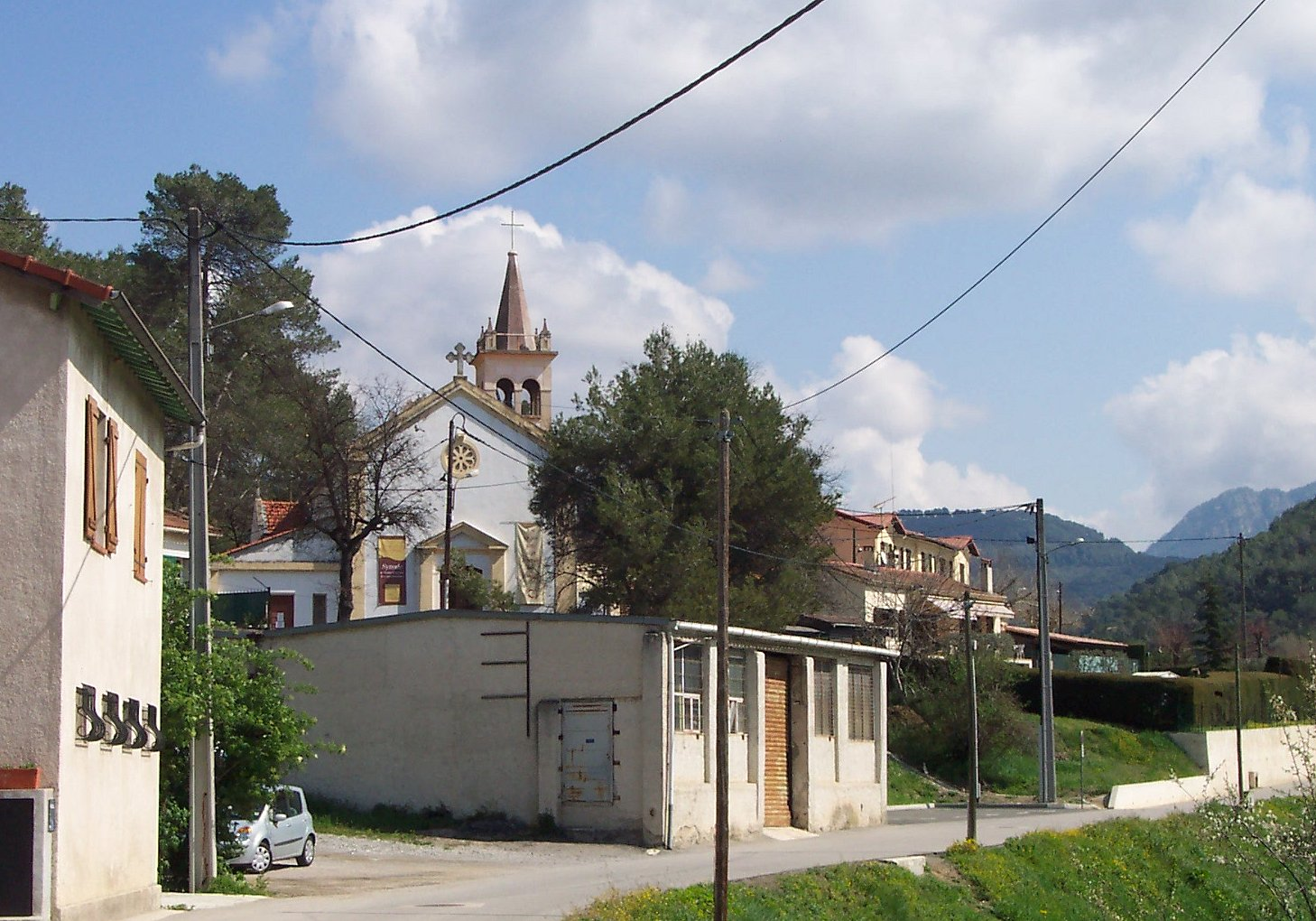
La frazione di La Pointe (La Punta)
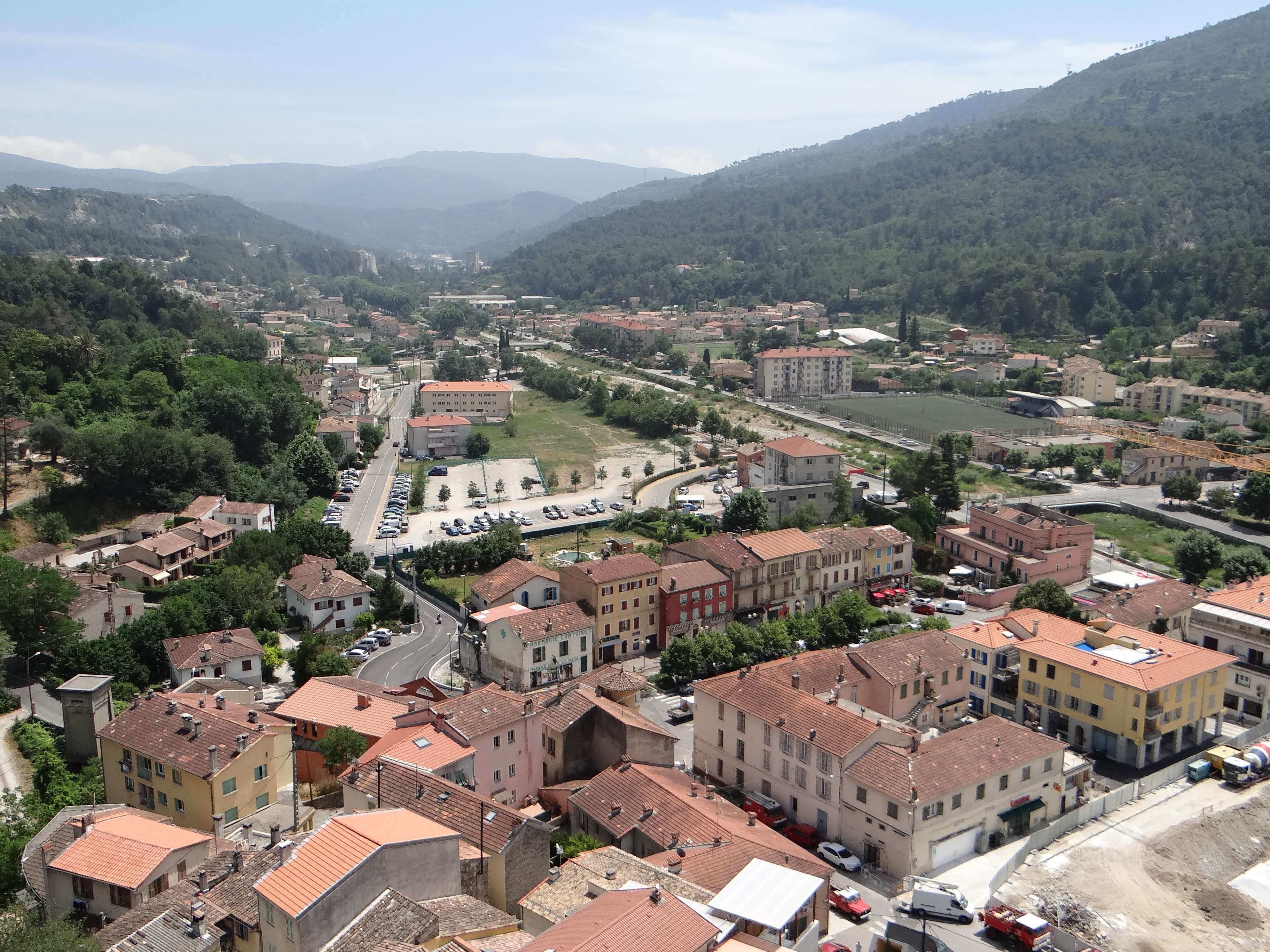
Lo sviluppo del villaggio moderno, ai piedi del vecchio borgo